# ريتشي إيفانز
ريتشي إيفانز (بالإنجليزية: Richie Evans) هو سائق سباق أمريكي، ولد في 23 يوليو 1941 في Westernville, New York ‏ في الولايات المتحدة، وتوفي في 24 أكتوبر 1985 في مارتينسفيل في الولايات المتحدة.

## وصلات خارجية
- ريتشي إيفانز على موقع Racing-Reference.info (الإنجليزية)